# Spread Eagle
Spread Eagle ist eine US-amerikanische Hardrock-Band aus New York, die von 1989 bis 1995 aktiv war und sich 2006 reformierte. Ihr Stil orientiert sich in Richtung Sleaze Rock, weshalb bei Einordnungsversuchen oft der Name Skid Row fällt. Gründungsmitglied Rob De Luca erlangte Bekanntheit als Bassist von UFO und in der Band von Sebastian Bach, dem ehemaligen Skid-Row-Frontmann.

## Geschichte

### Die Anfänge
Spread Eagle entstand aus einer Bostoner Band namens Bang, die zwischen 1985 und 1989 als lokale Größe im legendären Bostoner Club The Channel regelmäßig auftrat. Sie spielte unter anderem im Vorprogramm von Extreme und Autograph und gewann 1986 im MTV-Basement-Tapes-Wettbewerb. Der große Durchbruch in Form eines Plattenvertrags blieb jedoch aus. Gitarrist Paul DiBartolo fuhr 1989 nach New York. So lernte er Ray West kennen, der damals Aufnahmen mit einer anderen Band machte. Die musikalische Affinität war so groß, dass DiBartolo kurzerhand die verbleibenden Bandmitglieder von Boston nach New York bestellte. Obwohl Bang den Großteil der Musiker stellte, wurde mit Spread Eagle ein neuer Name ausgewählt.

### 1989–1992
Noch während Spread Eagle 1989 in New York die Songs für die ersten Auftritte schrieb, tauchten im Übungsraum Vertreter der verschiedensten Labels bei den Bandproben auf. Schließlich unterzeichnete Spread Eagle bei MCA und begann sofort mit den Aufnahmen im Studio. 1990 erschien das gleichnamige Debütalbum. Die Videos zu den Songs Switchblade Serenade und Scratch Like a Cat waren mehrmals in der MTV-Sendung Headbangers Ball zu sehen. Wegen mangelnder Unterstützung durch das Label drehte die Band den Videoclip zu Scratch Like a Cat selbst mit Hilfe von Freunden. Das Video zu Switchblade Serenade wurde dann von MCA finanziert. Regie führte hierbei Scott Kalvert, der unter anderem auch das legendäre Guns-N’-Roses-Konzert im Ritz filmte. Am 30. September 1990 konnte sich die Band beim Livestock Festival in Tampa, Florida, über 10.000 Besuchern vorstellen. In den weiteren Jahren tourte sie unermüdlich, allerdings gewann der Grunge an Popularität und der Markt für Hardrock und Metal schrumpfte. So hielt sich die Unterstützung durch die Plattenfirma in Grenzen und der erhoffte Erfolg blieb weit hinter den Erwartungen zurück.

### 1993–1995
Ernüchterung und Frustration zeigten während der Aufnahmen zum Folgealbum Open to the Public erste Auswirkungen. Aufgrund bandinterner Spannungen kam und ging Schlagzeuger Tommi Gallo (und auch die Ersatzleute blieben nicht lange), bis er endgültig ausstieg und bei den Aufnahmen durch Studiomusiker ersetzt wurde. Musikalisch versuchte man sich weiterzuentwickeln, was auch gelang, allerdings von den Fans in Amerika nicht unbedingt begrüßt wurde. 1993 wurde Open to the Public international veröffentlicht. Auch in Deutschland fand es in der Presse – wie schon der Vorgänger – große Anerkennung, die Verkaufszahlen hielten sich aber in Grenzen. Nichtsdestotrotz erkannte das Label Sony Music das musikalische Potential von Spread Eagle und bot einen Vertrag für ein drittes Album an. Die Band hatte jedoch keinen Schlagzeuger mehr und die Stimmung war nach Jahren harter Arbeit mit mäßigem Erfolg alles andere als motiviert. Noch vor der Unterzeichnung des neuen Vertrages löste sich Spread Eagle auf.

### 2006–2010
Nachdem 2006 Rob De Luca als Tour-Bassist bei Sebastian Bach einstieg, der wiederum einen festen Platz als Vorgruppe bei der Chinese-Democracy-Tour von Guns-N’-Roses (2006–2012) hatte, kam wieder Interesse an Spread Eagle auf. Ray West und Rob De Luca beschlossen auf Drängen von Fans die Band wieder zusammenzutrommeln. Die Reunion erwies sich jedoch als schwierig. Tommi Gallo hatte sich vollständig aus der Musikbranche zurückgezogen. Paul DiBartolo, der mittlerweile unter dem Namen Salvadore Poe in Indien lebt, distanzierte sich von den Texten und weigerte sich deshalb mit der Band aufzutreten. So startete die Band mit halber Originalbesetzung. An der Gitarre sprang Chris Caffery vom Trans Siberian Orchestra ein. Das Schlagzeug besetzte John Macaluso, der schon bei den Aufnahmen zu Open to the Public dabei war. Trotz aller Schwierigkeiten war die Tour ein Erfolg und die Reaktion der Fans veranlasste West und De Luca feste Bandmitglieder für die offenen Posten zu suchen und weiterzumachen.
Ebenso 2006 veröffentlichte das bandeigene Label Lovember Records in Zusammenarbeit mit Universal Music eine neu gemasterte und gemischte Neuauflage des gleichnamigen Spread-Eagle-Debütalbums. Aufgrund der Nachfrage fand auch 2008 eine Tour in den USA statt, immer noch ohne feste Mitglieder an Gitarre und Schlagzeug. 2008 war auch das Jahr, in dem De Luca erstmals Pete Way bei UFO vertrat. Nachdem er 2009 und 2010 fast non-stop mit Sebastian Bach und UFO auf Tour war, ging es mit Spread Eagle entsprechend langsam vorwärts.

### Seit 2011
2011 war Spread Eagle dann mit Dennis Kimak an der Gitarre und Rik De Luca am Schlagzeug vollständig und tourte in den USA, sobald es Rob De Lucas und Wests anderweitige Verpflichtungen zuließen. 2012 verließ Kimak die Band und wurde durch Ziv „Chevelle“ Shalev ersetzt. 2015 erschien Vinnie Moores Album Aerial Visions, auf dem Rob De Luca für zwei Stücke den Bass übernommen hatte.
Spread Eagle gingen 2017 erstmals in Europa auf Tour, darunter waren auch zwei Termine in Deutschland. Im Januar 2018 unterzeichnete die Band einen Vertrag bei Frontiers Records und kündigte die Veröffentlichung ihres nächsten Studioalbums für 2019 an.
Am 9. Mai 2019 enthüllte die Band  Titel, Cover und Trackliste ihres neuen Albums Subway to the Stars, das am 9. August 2019 erscheint.

## Stil
Jörg Staude vom Metal Hammer befand das Debütalbum als dreckig, rau, aggressiv, alles in allem eigenständig und trotz dieser Attribute nicht unmelodisch. Diese Mischung erinnere an Skid Row, aber mehr Parallelen zu der wesentlich erfolgreicheren Band gebe es nicht. Auf dem Nachfolger klinge die Band weniger rau und dreckig, dafür „deutlich radiotauglicher“.
Für Frank Trojan vom Rock Hard ist Open to the Public ein „knallhartes Hardrock-Album“ mit „[k]rachende[n] Gitarren, gute[n] Melodien und viel Streetfeeling“. Das Album stehe „in bester US-Hardrock-Tradition“ neben Bands wie Aerosmith, Skid Row und Tesla.
Im Break Out rezensierte 1991 Markus Baro das Import-Album. Es biete „schnörkellosen, beinharten Rock’n’Roll“ und der Hörer dürfe sich auch über einen „Sleaze-Rocker im Stile der alten Ratt“ freuen. Im Jahr darauf charakterisierte Jürgen Tschamler den Stil als dreckig, simpel, rau, energiegeladen, also wie „eine Mischung aus Street Rock und Rock’n’Roll“, den auch Rose Tattoo, AC/DC und Two Bit Thief spielen würden. Ray West gab im Interview mit Tschamler an, dass er gerne AC/DC, die alten Black Sabbath, Junkyard, Dangerous Toys und viel alten Rock’n’Roll wie den von Chuck Berry, aber genauso gerne auch Rhythm and Blues höre.
Neil Jeffries beschrieb in seinem Buch Kerrang! The Direktory of Heavy Metal den Stil als ehrlichen Rock’n’Roll von der Straße, mit rasiermesserscharfen Gitarren gespielt und einem Gesang, der vor Sleaze und Sex nur so trieft.
Martin Popoff platziert in The Collector’s Guide of Heavy Metal Volume 3: The Nineties Spread Eagle zwischen Guns N’ Roses und Skid Row, ohne auch eine gewisse Nähe zu Love/Hate zu unterschlagen und auf dem zweiten Album zu Aerosmith. Als Stil steht für ihn Sleaze Rock fest, wobei insbesondere Sänger Ray West mit einem aufregenden stimmlichen Ausdrucksvermögen, das vom Geist Axl Roses von Guns N’ Roses durchdrungen sei, aufwarte.

## Diskografie
- 1990: Spread Eagle (MCA Records)
- 1993: Open to the Public (MCA Records)
- 2006: Spread Eagle (Lovember Records) (remastered Neuauflage des Debütalbums)
- 2019: Subway to the Stars (Frontiers Music)

## Musikvideos
- 1990: Scratch Like a Cat
- 1990: Switchblade Serenade
- 2019: Sound of Speed